# 北米看護診断協会
北米看護診断協会（The North American Nursing Diagnosis Association:NANDA）は1982年に設立された看護師の職能団体で、看護診断の基準や命名法、分類学の発展と改善を行っている。2002年にNANDAは加盟国の範囲の増加をうけ、NANDA Internationalとして再スタートした。2002年、NANDAは季刊誌として出版していたNursing DiagnosisをInternational Journal of Nursing Terminologies and Classificationsと変更した。その他、国際的な団体としてスペインのAENTDEやフランスのAFEDI、ヨーロッパのACENDIOがある。

## 歴史
1973年に初めて看護診断の分類の会議がミズーリ州セントルイスで開催され、看護用語の規格化を行う協議団体を創設した。1982年、アメリカ合衆国とカナダを加盟国としてNANDAが組織された。
NANDAは煩雑に分類されていた看護診断を整理するために医学分類を開発した。分類学は新しい診断のために改訂されていたが、1994年には刷新が必要であるということが明らかになった。2002年に、Taxonomy II、ゴードンの機能的な健康パターンの改訂版が発表された。
2002年にNANDAはその役割の増加によりNANDA internationalとなった。

## Taxonomy II
現在、NANDAの看護診断はTaxonomy IIと呼ばれ、13の領域、47のクラス、172の診断からなる、3つの段階により構成されている。

## 代表
- 1982-1988 Dr. Marjory Gordon
- 1988-1993 Jane Lancour
- 1993-1996 Dr. Lois Hoskins
- 1996-1998 Dr. Judith Warren
- 1998-2000 Dr. Dorothy A. Jones
- 2000-2002 Kay Avant
- 2002-2004 Mary Ann Lavin
- 2004-2006 Martha Craft-Rosenberg
- 2006-2008 Dr. Heather Herdman
- 2008-2012 Dr. Dickon Weir-Hughes